# 61式特殊運搬車
61式特殊運搬車（ろくひとしきとくしゅうんぱんしゃ）は、陸上自衛隊がかつて制式化していた輸送車両である。主に山岳地帯での戦闘において、火砲や物資の運搬を行うことを目的としていたが、結局量産されることはなかった。

## 開発の背景
戦前の日本陸軍では、山地の多い日本の国土に合わせて、いくつかの師団に山砲などの山岳戦用装備を配備していた。その後1954年（昭和29年）に発足した陸上自衛隊でも、同様に山地での戦闘に対応した装備を求める声が上がり始めた。すでに山砲としては米軍供与の75mmりゅう弾砲M1A1があったものの、当時の装備国産化方針の流れを受けて、1950年代後半からより本格的な砲（すなわち後の68式155mm迫撃砲および試製57式105mm軽りゅう弾砲）の開発がにわかに本格化し始めた。しかしながら、想定される峻険な獣道を踏破しつつそれらの砲を運搬するには、ジープなど通常の軽車両では不十分と考えられた。そこで、1956年（昭和31年）11月の装備審議会において、専門の車両が開発されることに決定したのである。

## 一次試作車(RZ-1・SZ-1)
計画車両は、試製56式特殊運搬車として開発が始まった。開発は防衛庁技術研究所第3部が、実際の生産は軽自動車コニー等の開発で小型エンジンに実績があり納期的な協力も得られた愛知機械工業が担当している。前例のない車両であるため、とりあえず装輪式と装軌式の二種類を製作し、両者を比較した上で開発を進めることとした。まず昭和31年度予算で装輪式のRZ-1が、次いで翌32年度予算で装軌式のSZ-1が製作された。前者はサスペンションを持っておらず、足回りの衝撃は全て低圧タイヤで吸収することとされ、後者はトーションバーサスペンションを装備していた。両車共に損傷時のことを考えて、冷却水を必要としない空冷エンジンを搭載した。また、車体前面には行動力向上のためにウインチが装備されている。ユニークな点としては、下車操縦が考えられていたことが挙げられる。すなわち、乗車しながらの運転が困難な悪路において、操縦士が運転席の横を歩きながらハンドル操作を行うというものである。さらにRZ-1は、必要に応じて四輪駆動と二輪駆動の切り替えもできた。
RZ-1とSZ-1は、1958年（昭和33年）3月以降比較試験が行われた。三国峠などでの過酷な走行試験のほか、実際に75mmりゅう弾砲M1A1と107mm迫撃砲M2、68式155mm迫撃砲および試製57式105mm軽りゅう弾砲の試作砲の搭載試験も行われている。
試験の結果、両者共に要求性能を満たしていると判断されたが、一方で双方の欠点も明らかになった。RZ-1は装輪式故に横転やスリップを起こしやすく、SZ-1は装軌式に起因する操縦性・燃費の悪さやエンジンの過熱が発生した。検討の結果、燃費や搭載量に勝っていた装輪式のRZ-1をベースとして開発を進めることに決定した。また、この時下車操縦は非現実的として断念されている。

## 二次試作車(RZ-2)
二次試作車はRZ-2と名付けられ、昭和34年度予算で4両が生産された。RZ-1からの主な変更点は、横転対策として車高の低下と車幅の拡大を行い、同様に運転席をそれまでの右側から、ウインチを左側からそれぞれ車体の中心線上に移したこと、超低圧タイヤの採用によるスリップの防止、搭載量を以前の200kgから300kgに拡大したことなどである。車幅の拡大に関して12cmと16cmの二案が出たため、それぞれ2両ずつ試作車の幅を変更して製作されたが、結局試験では両者に性能差はなく、量産開始後は12cmとされることになった。四輪駆動と二輪駆動の切り替え機構も廃止され、四輪駆動のみとなった。さらに搭載量が増加したことで、分解した68式155mm迫撃砲1門の運搬を4両で行えるようになっている（SZ-1およびRZ-1では5両）。
昭和34年9月-昭和35年4月にかけての試験の結果、良好な成績を残した試作車SZ-2は、陸上自衛隊初の山岳戦車両として制式化されようとしていた。

## 制式化と挫折
1961年（昭和36年）4月、とうとうSZ-2は61式特殊運搬車として陸上自衛隊に正式採用された。しかし、あまりに山地での行動に特化しすぎた本車は、平地では時速15km程度と鈍足のため、トラックなどに積載しての移動が不可欠だった。山岳地帯以外では、完全なお荷物となってしまう本車を一定数調達するだけの予算的余裕は無く、さらに本来コンビを組んで運用されるはずだった68式155mm迫撃砲や試製57式105mm軽りゅう弾砲も配備の目処が立っていなかったため、昭和36年度-昭和38年度まで一応の予算請求はされたものの、1両も量産されなかった。

## M274との関係
本車は、アメリカ軍が開発・配備したM274ミュールを参考に開発されたと説明されることがある。だが実際は、両者の間で全く関係はなく、開発時期が同時期であることや、外見上の近似から生じた誤解である。M274が国内に本格的に紹介されたのは、一次試作車が試験中だった1958年（昭和33年）8月の日刊自動車新聞に掲載された時であり、時期的に符合しない。また、汎用的な物資輸送車であるM274と山岳戦を目的とした61式はそもそも開発目的が異なっている。

## その他
61式に似た車両として、M274以外にも1960年代後半にオランダのDAFが自社開発の無段変速機バリオマチックを使用して開発したポニー（Pony）というものがある。こちらもM274に近い多目的車であり、61式との繋がりはない。当初の目的だった米軍への採用が見送られたため、1968年にキャビンを備えたピックアップトラックとして民間向けに700両が生産されたが、売り上げは芳しくなく、翌年には早くも製造中止となっている。